# Liste der Kulturdenkmale in Chemnitz-Kappel
In der Liste der Kulturdenkmale in Chemnitz-Kappel sind die Kulturdenkmale des Chemnitzer Stadtteils Kappel verzeichnet, die bis März 2022 vom Landesamt für Denkmalpflege Sachsen erfasst wurden (ohne archäologische Kulturdenkmale). Die Anmerkungen sind zu beachten.
Diese Aufzählung ist eine Teilmenge der Liste der Kulturdenkmale in Chemnitz.

## Liste der Kulturdenkmale in Chemnitz-Kappel
| Bild                                    | Bezeichnung | Lage | Datierung | Beschreibung | ID       |
| --------------------------------------- | --- | --- | --- | --- | -------- |
| Weitere Bilder                          | Siedlung am Flughafen (Sachgesamtheit) | Am Flughafen 1–10, 14 (Karte)                                                                             | Nach 1934 | Sachgesamtheit Siedlung am Flughafen, mit folgenden Einzeldenkmalen: drei Wohnhäuser mit Garten (Am Flughafen 1, 7 und 8, siehe 09202873, 09202945 und 09203031) sowie acht weitere Wohnhäuser mit Garten als Sachgesamtheitsteile; einheitlich gestaltete Villenkolonie mit traditionalistischer Wohnbebauung im weitestgehend originalen Zustand, Architekt Alwin Marquardt, baugeschichtlich und ortsgeschichtlich von Bedeutung, baugeschichtlich von Bedeutung | 09302953 |
|                                         | Wohnhaus in offener Bebauung, mit Garten (Einzeldenkmal der Sachgesamtheit 09302953) | Am Flughafen 1 (Karte)                                                                                    | 1935 | Einzeldenkmal der Sachgesamtheit Siedlung am Flughafen; stattlicher traditionalistischer Wohnbau in sehr gutem Erhaltungszustand, Teil einer einheitlich angelegten Villenkolonie, baugeschichtlich von Bedeutung | 09202873 |
|                                         | Wohnhaus in offener Bebauung, mit Garten (Einzeldenkmal der Sachgesamtheit 09302953) | Am Flughafen 7 (Karte)                                                                                    | Bezeichnet mit 1935 | Einzeldenkmal der Sachgesamtheit Siedlung am Flughafen; markanter traditionalistischer Wohnbau, weitestgehend original, Teil einer einheitlich angelegten Villenkolonie, baugeschichtlich von Bedeutung | 09202945 |
|                                         | Wohnhaus in offener Bebauung, mit Garten (Einzeldenkmal der Sachgesamtheit 09302953) | Am Flughafen 8 (Karte)                                                                                    | Bezeichnet mit 1934 | Einzeldenkmal der Sachgesamtheit Siedlung am Flughafen; qualitätvoller traditionalistischer Wohnbau, weitestgehend unverändert, Teil einer einheitlich angelegten Villenkolonie, baugeschichtlich von Bedeutung | 09203031 |
| Weitere Bilder                          | Zwei Schulgebäude, Turnhalle, Gedenkstein für Rudolf Harlaß, Einfriedung und Vorgarten (ehemals Kappler Schule, Sprachheilschule „Ernst Busch“) | Chopinstraße 23, 25 (Karte)                                                                               | Um 1890 (Schule und Schulturnhalle); 1909 (Schule) | Die ältere Schule qualitätvoller Klinkerbau mit Mittelrisalit aus der Amtszeit des Stadtbaurates Hechler, zweiter Schulbau im Reformstil der Zeit um 1910 von Stadtbaurat Richard Möbius, baugeschichtlich von Bedeutung. Gedenkstein für Rudolf Harlaß vor Juli 2019 entwendet | 09202926 |
|                                         | Kindergarten | Chopinstraße 33a (Karte)                                                                                  | 1911 laut Bauakte | Eingeschossiger Putzbau im Hinterhofbereich einer offenen Blockrandbebauung, fein gestaltete Fassade mit einer Reihe von Rundbogenfenstern, Anbau mit helmartiger Bedachung, erbaut als Kinderbewahranstalt, ortsgeschichtlich und baugeschichtlich von Bedeutung | 09202976 |
|                                         | Mietshaus in geschlossener Bebauung mit Vorgarten | Chopinstraße 41 (Karte)                                                                                   | 1912 | Qualitätvoller, symmetrisch gegliederter Putzbau, außen und innen weitestgehend original | 09203017 |
|                                         | Pfarr- und Gemeindehaus mit Vorgarten (Kirchgemeindehaus St. Nikolai-Thomas) | Chopinstraße 42 (Karte)                                                                                   | Um 1910 | Repräsentativer Putzbau mit straßenbildprägendem Erker, schöne, originale Treppenhausausstattung, baugeschichtlich von Bedeutung | 09202995 |
|                                         | Mietshaus in halboffener Bebauung mit Vorgarten | Chopinstraße 47 (Karte)                                                                                   | 1911 | Kleinerer gründerzeitlicher Etagenwohnbau mit markant gegliederter Putz-/Klinkerfassade, weitestgehend original, baugeschichtlich von Bedeutung | 09202940 |
| Weitere Bilder                          | Wohnanlage Chemnitzer Bau- und Sparverein (Sachgesamtheit) | Chopinstraße 50, 52, 54 (Kleiststraße 2, 4, 6, 8; Lützowstraße 47, 49, 51, 53, 55) (Karte)                | 1903–1905 | Sachgesamtheit Wohnanlage Chemnitzer Bau- und Sparverein mit folgenden Einzeldenkmalen und den Sachgesamtheitsteilen Doppelmietshaus Kleiststraße 4 und 6 sowie Bürgersteig mit Gehwegplatten: - Mehrere Mietshäuser (siehe 09202962) - zusammengehörig mit Lützowstraße 47–55 (siehe 09203047) - Kleiststraße 2 und 8 (siehe 09202963) Einheitlich gestaltete Putz- und Klinkerbauten mit ländlichen Formmotiven in weitestgehend originalem Zustand, baugeschichtlich von Bedeutung. | 09302613 |
| Weitere Bilder                          | Mietshauszeile (Einzeldenkmale der Sachgesamtheit 09302613) | Chopinstraße 50, 52, 54 (Karte)                                                                           | 1903–1905 | Einzeldenkmale der Sachgesamtheit Wohnanlage Chemnitzer Bau- und Sparverein; einheitlich gestaltete Putz- und Klinkerbauten mit ländlichen Formmotiven in weitestgehend originalem Zustand, zusammengehörig mit Lützowstraße 47–55 sowie Kleiststraße 2 und 8, baugeschichtlich von Bedeutung | 09202962 |
|                                         | Mietshaus in offener Bebauung | Chopinstraße 57 (Karte)                                                                                   | 1914 | Freistehender, charakteristischer Putzbau im Reformstil der Zeit um 1910, von baugeschichtlichem Wert | 09205984 |
|                                         | Mietshaus in geschlossener Bebauung (bauliche Einheit mit Nr. 65 und 61) | Chopinstraße 63 (Karte)                                                                                   | 1914 | Qualitätvoller Putzbau im Reformstil der Zeit um 1910, von baugeschichtlicher Bedeutung, baugeschichtlich von Bedeutung | 09205982 |
|                                         | Mietshaus in halboffener Bebauung (bauliche Einheit mit Nr. 63 und 61) | Chopinstraße 65 (Karte)                                                                                   | 1914 | Teil einer Dreierhausgruppe, zeittypischer Putzbau im Reformstil der Zeit um 1910, mit gut erhaltener Bauausstattung, baugeschichtlich von Bedeutung | 09247841 |
|                                         | Villa mit Garten und Einfriedung | Chopinstraße 68 (Karte)                                                                                   | 1898 | Qualitätvoller, in gutem Zustand erhaltener historistischer Wohnbau, Renaissancemotive, baugeschichtlich von Bedeutung | 09202917 |
| Weitere Bilder                          | Mietshaus in halboffener Bebauung in Ecklage, mit Vorgarten | Deulichstraße 4 (Karte)                                                                                   | 1907 | Einfacher Mietsbau mit bemerkenswerter, turmartiger Eckgestaltung, baugeschichtlich von Bedeutung | 09203050 |
| Direkt Bild zu diesem Denkmal hochladen | Mietshaushälfte eines ehemaligen Doppelmietshauses (Nr. 8 bereits vor 2008 abgebrochen) | Deulichstraße 6 (Karte)                                                                                   | Bezeichnet mit 1903 | Einfacher, aber qualitätvoller Mietsbau, weitestgehend unverändert, städtebauliche Ensemblewirkung mit Nr. 7 und 9, baugeschichtlich und städtebaulich von Bedeutung. Dreigeschossiges repräsentatives Mietshaus mit wohlproportionierter Schmuckfassade zwischen Neorenaissance und Jugendstil, Erdgeschoss verputzt und verändert, die beiden Obergeschosse in Klinker, symmetrische Fassade mit acht Achsen, aufwendig gearbeitete Fenstergewände aus Hilbersdorfer Porphyrtuff, die doppelachsigen Seitenrisalite bekrönt durch Dacherker in Renaissanceformen, kräftiges Traufgesims, flaches Satteldach, im Inneren bauzeitliches Treppenhaus, Fußbodenfliesen, Stuckdecken und farbige Wandfassungen. Aufgrund seiner baugeschichtlichen und städtebaulichen Bedeutung, der Originalität der Bausubstanz und des hohen Dokumentationswertes denkmalwürdig. | 09203058 |
| Weitere Bilder                          | Doppelmietshaus | Deulichstraße 7, 9 (Karte)                                                                                | Bezeichnet mit 1906 | Schlichter Mietsbau, Bauschmuck mit neobarocken Formanklängen, ehemals städtebauliche Ensemblewirkung mit Nr. 6 und 8, baugeschichtlich von Bedeutung | 09203062 |
| Weitere Bilder                          | Wohnhauszeile (Deulichstraße 10 mit Platnerstraße 3–9) | Deulichstraße 10 (Platnerstraße 3–9) (Karte)                                                              | 1920er Jahre | Baugeschichtlich von Bedeutung, im Stil der Klassischen Moderne, zum Hof mit Laubengängen, städtebaulich wichtige Ecksituation in Klinkerbauweise, baugeschichtlich von Bedeutung | 09302841 |
| Weitere Bilder                          | Wohnhauszeile (mit Neefestraße 81a), mit Vorgärten | Haydnstraße 2, 4, 6 (Karte)                                                                               | Um 1930 | Schlichte, aber besonders qualitätvoll gestaltete Putzbauten, elegante Fassadengliederung mit Betonung der Treppenhausachsen durch flankierende Bullaugen-Fenster, gestalterische Akzentuierung der Straßenecke durch Abrundung der Gebäudekante, siehe auch unter Neefestraße 81a, baugeschichtlich von Bedeutung | 09203069 |
| Weitere Bilder                          | Zwei Mietshäuser, Nr. 8 bildet mit Lützowstraße 53/55 eine bauliche Einheit (Einzeldenkmale der Sachgesamtheit 09302613) | Kleiststraße 2, 8 (Karte)                                                                                 | 1903–1905 | Einzeldenkmale der Sachgesamtheit Wohnanlage Chemnitzer Bau- und Sparverein; einheitlich gestaltete Putz- und Klinkerbauten mit ländlichen Formmotiven in weitestgehend originalem Zustand, zusammengehörig mit Lützowstraße 47–55 sowie Chopinstraße 50–54, baugeschichtlich von Bedeutung | 09202963 |
|                                         | Mietshaus in offener Bebauung in Ecklage, mit Vorgarten | Lützowstraße 12 (Karte)                                                                                   | 1905 | Bemerkenswerter, aufwendig in neobarocken Formen gestalteter Etagenwohnbau, außen und innen weitestgehend original, großzügiges Treppenhaus mit Kachelschmuck, baugeschichtlich von Bedeutung | 09203041 |
|                                         | Mietshaus in ehemals geschlossener Bebauung mit Vorgarten | Lützowstraße 13 (Karte)                                                                                   | Bezeichnet mit 1909 | Original erhaltene Klinkerfassade, darin eingelassen außergewöhnliche Werksteinelemente mit Jugendstilmotiven, baugeschichtlich von Bedeutung | 09203042 |
|                                         | Mietshaus in geschlossener Bebauung mit Vorgarten | Lützowstraße 15 (Karte)                                                                                   | Um 1905 | Anspruchsvoll gestalteter Mietsbau, Jugendstilelemente, Zierfachwerk, weitestgehend original | 09203037 |
|                                         | Mietvilla mit Vorgarten | Lützowstraße 26 (Karte)                                                                                   | Bezeichnet mit 1888 | Anspruchsvoll gestalteter Wohnbau mit aufwendigen Gliederungselementen in Neorenaissanceformen, baugeschichtlich von Bedeutung | 09203035 |
| Weitere Bilder                          | Mietshaus in offener Bebauung in Ecklage, mit Vorgarten | Lützowstraße 32 (Karte)                                                                                   | Um 1900 | Markanter Mietsbau mit Formanklängen an norddeutsche Backsteinbauten der sogenannten Hannoverschen Schule, wirksame Betonung der Ecksituation, baugeschichtlich von Bedeutung | 09203033 |
|                                         | Mietshaus in halboffener Bebauung konzipiert, mit Vorgarten | Lützowstraße 34 (Karte)                                                                                   | Um 1900 | Ausgesprochen qualitätvolle Klinkerfassade in originalem Erhaltungszustand, ausgewogene Fassadengliederung mit gefassten Rund- und Segmentbögen, für Kappel außergewöhnliche Fassade im Stil der sogenannten Hannoverschen Schule, baugeschichtlich von Bedeutung | 09203043 |
| Weitere Bilder                          | Zwei Mietshauszeilen, Nr. 47/49/51 und Nr. 53/55 bildet mit Kleiststraße 8 eine bauliche Einheit (Einzeldenkmale der Sachgesamtheit 09302613) | Lützowstraße 47, 49, 51, 53, 55 (Karte)                                                                   | 1903–1905 | Einzeldenkmale der Sachgesamtheit Wohnanlage Chemnitzer Bau- und Sparverein; einheitlich gestaltete Putz- und Klinkerbauten mit ländlichen Formmotiven in weitestgehend originalem Zustand, mit Fachwerkelementen im Dacherkerbereich, zusammengehörig mit Chopinstraße 50–54 sowie Kleiststraße 2–8, baugeschichtlich von Bedeutung | 09203047 |
| Weitere Bilder                          | Südlich der Eisenbahnlinie große Fertigungshalle (Gebäude 25) mit Flugmotorenprüfständen (Gebäude 23a, 23b, 23c), Einzeldenkmal der Sachgesamtheit 09203235 | Messeplatz 1 (Zwickauer Straße 221, 223a, 223b, 225, 227) (Karte)                                         | 1956 (Gebäude 23a, 23b, 23c, Prüfstände für Flugzeugmotoren); 1957 (Gebäude 25, große Fertigungshalle) | Einzeldenkmale der Sachgesamtheit Wanderer-Werke; ausgedehnte Produktionsanlage von herausragender Bedeutung, Sitz des für die industrielle Entwicklung in Chemnitz besonders wichtigen Fahrrad- und Maschinenherstellers „Wanderer“ (vormals Winklhofer und Jaenicke), einer der wenigen Komplexe, der die ursprüngliche Kompaktheit noch teilweise bewahrt hat, hochrangige Gebäude aus unterschiedlichen Entstehungsphasen bezeugen das schrittweise Wachstum der Anlage, als überaus wertvoll sind einzustufen die ältesten Gebäude des Werkes (Gebäude 5d, 6, 7 und 10, vor 2009 teilweise abgebrochen), das von der prominenten Architekturfirma Zapp und Basarke entworfene Büromaschinenwerk (Gebäude 9) mit dazugehörigem Kesselhaus, Maschinenhaus und Schornstein (Gebäude 11, vor 2009 teilweise abgebrochen) als „Herz“ der Produktionsstätte, der Buchungs- und Addiermaschinenbau (Gebäude 4 und 8, vor 2009 teilweise abgebrochen) des Architekten Wilhelm Kreis sowie die eindrucksvollen, in ihrer Art einmaligen Flugzeugmotorenprüfstände (vor 2009 teilweise abgebrochen), baugeschichtlich, industriegeschichtlich und ortsgeschichtlich von Bedeutung | 09302912 |
|                                         | Villa (Nr. 58) mit Resten des Gartens und Remise (Nr. 58a) sowie Fabrik (ehemalige Zwirnerei) mit Schornstein | Neefestraße 58, 58a (Karte)                                                                               | 1894 (Fabrikgebäude); 1900 (Fabrikantenvilla); 1910–1915 (Remisengebäude) | Repräsentative Villa im Stil der Neorenaissance mit Jugendstilelementen, die unmittelbare Nachbarschaft von Fabrikantenvilla und Zwirnerei veranschaulicht noch heute den damals typischen Wohnstil der Industriellen in unmittelbarer Nähe der Arbeitsstätte, baugeschichtlich von Bedeutung | 09203072 |
|                                         | Mietshaus in halboffener Bebauung | Neefestraße 70 (Karte)                                                                                    | 1907 | Qualitätvoller Mietsbau mit bewegter Massengliederung und hohem Dacherker, außen und innen weitgehend original, baugeschichtlich von Bedeutung | 09203065 |
|                                         | Mietshaus in geschlossener Bebauung | Neefestraße 72 (Karte)                                                                                    | 1907 | Qualitätvoller Mietsbau mit bewegter Massengliederung und hohem Dacherker, weitgehend original, baugeschichtlich von Bedeutung | 09302839 |
|                                         | Mietshaus in halboffener Bebauung | Neefestraße 74 (Karte)                                                                                    | 1907 | Qualitätvoller Mietsbau, aufwändige Fassade mit Klinker- und Fachwerkelementen, baugeschichtlich von Bedeutung | 09302840 |
| Weitere Bilder                          | Wohnhaus einer Wohnhauszeile (mit Haydnstraße 2–6), mit Vorgarten | Neefestraße 81a (Karte)                                                                                   | Um 1930 | Schlichte, aber besonders qualitätvoll gestaltete Putzbauten, elegante Fassadengliederung mit Betonung der Treppenhausachsen durch flankierende Bullaugen-Fenster, gestalterische Akzentuierung der Straßenecke durch Abrundung der Gebäudekante, siehe auch unter Haydnstraße 2–6, baugeschichtlich von Bedeutung | 09203068 |
| Weitere Bilder                          | Mietshaus in halboffener Bebauung mit Vorgarten | Neefestraße 85 (Karte)                                                                                    | 1909 | Qualitätvoller Putz-/Klinkerbau, baugeschichtlich von Bedeutung | 09203074 |
|                                         | Mietshaus in halboffener Bebauung in Ecklage, mit Vorgarten zur Richard-Wagner-Straße | Neefestraße 89 (Karte)                                                                                    | 1912 | Reich gestalteter Putzbau in markanter Ecklage mit straßenbildprägenden Baudetails, architektonische Betonung der Ecklage, baugeschichtlich von Bedeutung | 09203073 |
|                                         | Mietshaus in halboffener Bebauung | Neefestraße 107 (Karte)                                                                                   | 1905 | Qualitätvoller Etagenwohnbau, symmetrische Fassadengliederung, reiche Stuckdekoration im Treppenhaus, weitestgehend original, baugeschichtlich von Bedeutung | 09203064 |
| Weitere Bilder                          | Verwaltungsgebäude eines Industriebetriebes (Nr. 119) mit Paternoster, rückwärtige Gartenanlage sowie südwestliches Wohnhaus (Nr. 125), ehemals Naumann und Oehme, Böhme Fettchemie | Neefestraße 119, 125 (Karte)                                                                              | Bezeichnet mit 1924 (Wohnhaus); 1938 (Verwaltungsgebäude) | Verwaltungsgebäude weitgehend original erhaltener traditionalistischer Bau mit verschiedenfarbiger Ziegelfassade und aufwendig gestaltetem Eingangsbereich, Wohnhaus mit ehemalig integriertem Wagenschuppen mit weitgehend original erhaltener Art-déco-Fassade, großräumiger Fabrikgarten, baugeschichtlich, ortsgeschichtlich und gartengestalterisch von Bedeutung | 09203066 |
|                                         | Kindergarten mit vorgelagerter Böschungsmauer | Platnerstraße 10 (Karte)                                                                                  | 1950er Jahre | Schlichter traditionalistischer Bau mit markanter Eingangsgestaltung, nachträglich in eine schon vorhandene Siedlung in städtebaulich markanter Lage eingefügt, baugeschichtlich von Bedeutung | 09203044 |
|                                         | ABG-Siedlung Kappel (Sachgesamtheit) | Platnerstraße 19, 21–44, 46, 48, 50, 52 (Kleiststraße 11, 13, 15, 16; Horststraße 21, 23, 25, 27) (Karte) | 1919–1930 | Sachgesamtheit ABG-Siedlung Kappel, bestehend aus dem Einzeldenkmal „Platner Hof“ (Platnerstraße 32, 34, 36, ehemaliges Genossenschaftsheim, siehe 09202897) sowie den Sachgesamtheitsteilen Mehrfamilienwohnhäuser und Doppelwohnhäuser mit Verbindungsmauern sowie frei stehende Mehrfamilienwohnhäuser (Platnerstraße 19–43 ungerade und 22–30 und 38–52 gerade, Kleiststraße 11/13, 15, 16, Horststraße 21,23,25,27), weiterhin Vorgärten, Straßengrün, Mietergärten und Gebäudevorplatz mit Stützmauer am Platner Hof (Gartendenkmal); anspruchsvoll gestaltete, dem Heimatstil verpflichtete Siedlung von baugeschichtlicher, stadtentwicklungsgeschichtlicher, städtebaulicher und sozialgeschichtlicher Bedeutung | 09301648 |
|                                         | Wohnblock mit Gaststätte, ehemals Genossenschaftsheim „Platner Hof“ (Einzeldenkmal der Sachgesamtheit 09301648) | Platnerstraße 32, 34, 36 (Karte)                                                                          | 1927 | Einzeldenkmal in der Sachgesamtheit ABG-Siedlung Kappel; anspruchsvoll gestalteter traditionalistischer Bau mit expressionistischem Dekor, Fassadenplastik und originaler Freiflächengestaltung, von baugeschichtlichem und städtebaulichem Wert | 09202897 |
|                                         | Reihenhaus-Siedlung Richard-Wagner-Straße (Sachgesamtheit) | Richard-Wagner-Straße 26–56 (gerade) (Karte)                                                              | 1920er Jahre | Sachgesamtheit Reihenhaus-Siedlung Richard-Wagner-Straße, bestehend aus den Sachgesamtheitsteilen: 16 Einfamilienreihenhäuser (keine Einzeldenkmale); baugeschichtlich von Bedeutung, Anklänge an den Stil der klassischen Moderne der 1920er Jahre, Werk des Architekten Hermann Heuss, Professor an der Gewerbe-Akademie Chemnitz und Bruder des Politikers und ersten Bundespräsidenten Theodor Heuss, baugeschichtlich von Bedeutung | 09302843 |
| Weitere Bilder                          | Empfangsgebäude des ehemaligen Chemnitzer Flughafens („Ikarus“) | Stollberger Straße 100 (Karte)                                                                            | 1925/1926 | Aufwendig gestalteter Bau in konservativen Formen der 1920er Jahre, weitestgehend original erhalten, seltener architektonischer Zeuge des frühen Flugverkehrs in Deutschland, expressionistische Stilmotive, ortsgeschichtlich, technikhistorisch und baugeschichtlich von Bedeutung | 09202890 |
|                                         | Doppelmietshaus mit seitlicher Einfriedung | Voigtstraße 5, 7 (Karte)                                                                                  | 1901 | Einfaches, aber qualitätvolles vorstädtisches Mietshaus, bemerkenswerter Holzerker mit farbiger Bleiverglasung, reich dekoriertes eisernes Einfahrtstor, baugeschichtlich von Bedeutung | 09202753 |
|                                         | Mietvilla | Zwickauer Straße 130 (Karte)                                                                              | 1903 | Ausgewogen gegliederter, monumentaler Villenbau in weitgehend originalem Erhaltungszustand, im Stil der Neorenaissance, straßenbildprägender Erker und Dacherker, baugeschichtlich von Bedeutung | 09203092 |
|                                         | Wohnhaus in offener Bebauung mit Vorgarten | Zwickauer Straße 132 (Karte)                                                                              | 3. Drittel 19. Jahrhundert | Frühgründerzeitliches Wohnhaus in Art einer großen Mietvilla mit strengem, klassizistischem Formengut, baugeschichtlich von Bedeutung | 09203093 |
| Weitere Bilder                          | Villa | Zwickauer Straße 134 (Karte)                                                                              | Bezeichnet mit 1902 | Qualitätvoller Wohnbau im Stil der Reformarchitektur um 1900, ländliche Formmotive (Fachwerk), außen und innen weitestgehend original, Kachelschmuck und Deckenstuck im Vestibül, baugeschichtlich von Bedeutung | 09203098 |
| Weitere Bilder                          | Fabrikhalle (Holzgaleriehalle) im Fabrikhof (Nr. 135), Fabrikgebäude (Nr. 145) mit angebauter Gießereihalle (Nr. 137) und Schornstein einer ehemaligen Textilmaschinenfabrik (ehemals Sächsische Stickmaschinenfabrik Kappel, vormals Moritz Albert Voigt) | Zwickauer Straße 135, 137, 145 (Karte)                                                                    | 1866/1867, später erweitert; 1872 (Galeriehalle); Ende 19. Jahrhundert (Schornstein); Anfang 20. Jahrhundert (Fabrikgebäude) | Baugeschichtlich von Bedeutung. - Für Chemnitz einmalige Holzgaleriehalle: hochrangiges technisches Denkmal von hoher ingenieurtechnischer und handwerklicher Bedeutung im Holzbau des 19. Jahrhunderts, eine der bedeutendsten deutschen Holzgaleriehallen - Gießerei vom Ende des letzten Jahrhunderts: original erhalten, mit qualitätvoller Klinkerfassade, diese gegliedert von großen Rundbogenfenstern - ehemalige Textilmaschinenfabrik: in städtebaulich markanter Ecklage mit fein gestalteter Klinkerfassade | 09202877 |
|                                         | Mietshaus in Ecklage | Zwickauer Straße 147 (Karte)                                                                              | Um 1900 | Reich gegliederter gründerzeitlicher Klinkerbau in prominenter Ecklage, weitgehend original, von baugeschichtlicher und städtebaulicher Bedeutung | 09203088 |
| Weitere Bilder                          | Ehemaliges Volkshaus (zwei Gebäudeteile) mit rückwärtigem Festsaal (ehemals Haus Einheit, Volkshaus Colosseum) | Zwickauer Straße 152a, 152b (Karte)                                                                       | Ende 19. Jahrhundert (rechter Gebäudeteil und Saal); bezeichnet mit 1909 (linker Gebäudeteil) | Bemerkenswerte Gesamtanlage von architektonischer und historischer Bedeutung, einer der schönsten Festsäle in Chemnitz, reicher plastischer Fassadenschmuck am Hauptgebäude, ehemaliges Hauptquartier der Chemnitzer SPD, baugeschichtlich von Bedeutung | 09202851 |
| Weitere Bilder                          | Wohnhaus in offener Bebauung | Zwickauer Straße 154 (Karte)                                                                              | Ende 19. Jahrhundert | Großes, repräsentatives, villenartiges Gebäude mit klassizistisch-gründerzeitlichen Formanklängen, bemerkenswerte Betonung einer Gebäudeecke durch rückwärtigen Turm, baugeschichtlich von Bedeutung | 09203090 |
| Weitere Bilder                          | Straßenbahndepot Chemnitz-Kappel (Sachgesamtheit) | Zwickauer Straße 164 (Karte)                                                                              | 1880–1935; 1880 (Haus 5) | Sachgesamtheit Straßenbahndepot Chemnitz-Kappel mit den Einzeldenkmalen (siehe 09202881): - Verwaltungsgebäude (intern Haus 1) - Ehemaliges Mannschaftsgebäude (später Kantine, intern Haus 2) - Ehemaliger Pferdestall mit Schmiede und Wagenbeschlag (intern Haus 4) - Wagenhalle mit Reparaturwerkstatt und Verwaltungstrakt (intern Haus 4) - Wagenhalle (intern Haus 3) - und historischer Fahrzeugbestand sowie den Sachgesamtheitsteilen: Gleisanlagen, Grünfläche an der Zwickauer Straße, ehemaliges Wohn- und Expeditionsgebäude (intern Haus 5) sowie weitere Funktionsgebäude entlang der hinteren Flurstücksgrenze. Geschlossen erhaltene Anlage von großer regionalhistorischer und verkehrshistorischer Bedeutung, baugeschichtlich von Bedeutung. | 09302146 |
| Weitere Bilder                          | Verwaltungsgebäude (intern Haus 1), ehemaliges Mannschaftsgebäude (entspricht Gefolgschaftshaus, später Kantine, intern Haus 2), ehemaliger Pferdestall mit Schmiede und Wagenbeschlag (intern Haus 4), Wagenhalle mit Reparaturwerkstatt und Verwaltungstrakt (intern Haus 4), Wagenhalle (intern Haus 3) und historischer Fahrzeugbestand (Einzeldenkmale der Sachgesamtheit 09302146) | Zwickauer Straße 164 (Karte)                                                                              | Seit 1880 (Straßenbahndepot); 1880 (ehemaliger Pferdestall, später Schmiede, Haus 4); 1893 (Wagenhalle, Haus 4); 1907 (neue Wagenhalle, Haus 3); 1900 (Verwaltungsgebäude mit Direktorwohnung); 1935 (Mannschaftshaus, später Kantine) | Einzeldenkmale der Sachgesamtheit Straßenbahndepot Chemnitz-Kappel; geschlossen erhaltene Anlage von großer regionalhistorischer und verkehrshistorischer Bedeutung | 09202881 |
|                                         | Fabrikgebäude in halboffener Bebauung, mit rückwärtigem Anbau (ehemals Mechanische Wollwarenfabrik „Sachsen“ Hans Bernstein) | Zwickauer Straße 173 (Karte)                                                                              | 1926 | Einer der herausragenden Industriebauten der 1920er Jahre in Chemnitz, Schieferverkleidung der seitlichen Fassadenabschnitte kontrastiert wirkungsvoll mit dem großzügig angelegten Mittelteil und seinem expressionistischen Motiv der dreieckigen Lichterker, Architekten: Kornfeld & Benirschke, baugeschichtlich von Bedeutung | 09203094 |
|                                         | Mietshaus in geschlossener Bebauung | Zwickauer Straße 191 (Karte)                                                                              | Um 1880 | Schlichter, aber qualitätvoller frühgründerzeitlicher Mietsbau, ausgewogene, symmetrische Fassadengliederung, baugeschichtlich von Bedeutung | 09203101 |
| Weitere Bilder                          | Mietshaus in offener Bebauung in Ecklage | Zwickauer Straße 199 (Karte)                                                                              | 1904 | Qualitätvoller, schmuckreicher Mietsbau in städtebaulich beherrschender Situation, prägnantes Eckmotiv, Kriegsschaden an der Fassade in gestalterisch befriedigender Form behoben, baugeschichtlich von Bedeutung | 09203099 |
|                                         | Mietshaus in halboffener Bebauung mit Laden | Zwickauer Straße 203 (Karte)                                                                              | Um 1900 (Mietshaus); 1920er Jahre (Laden) | Schlichtes gründerzeitliches Mietshaus mit Klinkerfassade in städtebaulich markanter Lage, Fleischerladen mit Kachelverkleidung und Glasdecke, anspruchsvoller Ladendekor in Art-déco-Formen, baugeschichtlich von Bedeutung | 09203174 |

## Ehemalige Denkmäler
| Bild                                    | Bezeichnung                                       | Lage                            | Datierung           | Beschreibung | ID       |
| --------------------------------------- | ------------------------------------------------- | ------------------------------- | ------------------- | --- | -------- |
|                                         | Mietshaus                                         | Chopinstraße 32 (Karte)         |                     | Saniert, Streichung aus der Denkmalliste 2010 |          |
| Direkt Bild zu diesem Denkmal hochladen | Mietshaus und Vorgarten                           | Chopinstraße 33 (Karte)         |                     | Abgerissen zwischen 2006 und 2009, Streichung aus der Denkmalliste vor 2010                                                                                            |          |
| Weitere Bilder                          | Mietshaus                                         | Deulichstraße 6, 8 (Karte)      | Bezeichnet mit 1903 | Deulichstraße 6 sanierungsbedürftig, Deulichstraße 8 zwischen 2006 und 2009 abgerissen, Streichung aus der Denkmalliste 2010                                           |          |
| Direkt Bild zu diesem Denkmal hochladen | Eisenbahnbrücke                                   | Haydnstraße (Karte)             |                     | Vor 2001 durch Neubau ersetzt, Streichung aus der Denkmalliste vor 2010                                                                                                |          |
| Direkt Bild zu diesem Denkmal hochladen | Eisenbahnbrücke                                   | Lützowstraße (Karte)            |                     | Vor 2001 durch Neubau ersetzt, Streichung aus der Denkmalliste vor 2010                                                                                                |          |
| Direkt Bild zu diesem Denkmal hochladen | Mietshaus und Vorgarten                           | Lützowstraße 8 (Karte)          |                     | Abgerissen vor 2001, Streichung aus der Denkmalliste vor 2010 |          |
| Direkt Bild zu diesem Denkmal hochladen | Mietshaus und Vorgarten                           | Lützowstraße 14 (Karte)         |                     | Abgerissen zwischen 2001 und 2006, Streichung aus der Denkmalliste vor 2010                                                                                            |          |
| Direkt Bild zu diesem Denkmal hochladen | Mietshaus, Vorgarten und Hinterhaus               | Lützowstraße 20 (Karte)         |                     | Abgerissen zwischen 2001 und 2006, Streichung aus der Denkmalliste 2010                                                                                                |          |
| Direkt Bild zu diesem Denkmal hochladen | Mietshaus, Vorgarten und Hinterhaus               | Lützowstraße 22 (Karte)         |                     | Abgerissen zwischen 2001 und 2006, Streichung aus der Denkmalliste 2010                                                                                                |          |
| Weitere Bilder                          | Mietshaus in geschlossener Bebauung mit Vorgarten | Neefestraße 83 (Karte)          | Bezeichnet mit 1909 | Aufwendig gestaltete Putz-/Klinkerfassade mit straßenbildprägenden Baudetails. 2012 abgerissen.                                                                        | 09203075 |
| Direkt Bild zu diesem Denkmal hochladen | Wohnhaus                                          | Neefestraße 123 (Karte)         |                     | Abgerissen vor 2001, Streichung aus der Denkmalliste vor 2010 |          |
| Direkt Bild zu diesem Denkmal hochladen | Wohnhaus                                          | Neefestraße 125 (Karte)         |                     | Abgerissen vor 2001, Streichung aus der Denkmalliste vor 2010 |          |
|                                         | Mietshaus und Vorgarten                           | Richard-Wagner-Straße 7 (Karte) | 1909                | Saniert, Streichung aus der Denkmalliste vor 2010 |          |
| Direkt Bild zu diesem Denkmal hochladen | Mietshaus und Hinterhaus                          | Zwickauer Straße 126 (Karte)    |                     | Abgerissen zwischen 2001 und 2006, Streichung aus der Denkmalliste vor 2010                                                                                            |          |
| Direkt Bild zu diesem Denkmal hochladen | Mietshaus und Hinterhaus                          | Zwickauer Straße 136 (Karte)    |                     | Abgerissen zwischen 2001 und 2006, Streichung aus der Denkmalliste vor 2010                                                                                            |          |
| Direkt Bild zu diesem Denkmal hochladen | Mietshaus                                         | Zwickauer Straße 149 (Karte)    |                     | Abgerissen zwischen 2001 und 2006, Streichung aus der Denkmalliste 2010                                                                                                |          |
| Direkt Bild zu diesem Denkmal hochladen | Mietshaus                                         | Zwickauer Straße 161 (Karte)    |                     | Abgerissen zwischen 2001 und 2006, Streichung aus der Denkmalliste 2010                                                                                                |          |
| Direkt Bild zu diesem Denkmal hochladen | Villa                                             | Zwickauer Straße 171 (Karte)    |                     | Abgerissen zwischen 2006 und 2009, Streichung aus der Denkmalliste 2010                                                                                                |          |
|                                         | Wohnhaus in offener Bebauung                      | Zwickauer Straße 201 (Karte)    | Um 1870             | Einfacher Wohnbau, typisch für die älteste Bebauung entlang der Ausfallstraße, knappe, symmetrische Gestaltung, weitgehend original erhalten. Abgerissen im Juni 2018. | 09203100 |

## Tabellenlegende
- Bild: Bild des Kulturdenkmals, ggf. zusätzlich mit einem Link zu weiteren Fotos des Kulturdenkmals im Medienarchiv Wikimedia Commons. Wenn man auf das Kamerasymbol klickt, können Fotos zu Kulturdenkmalen aus dieser Liste hochgeladen werden:
- Bezeichnung: Denkmalgeschützte Objekte und ggf. Bauwerksname des Kulturdenkmals
- Lage: Straßenname und Hausnummer oder Flurstücknummer des Kulturdenkmals. Die Grundsortierung der Liste erfolgt nach dieser Adresse. Der Link (Karte) führt zu verschiedenen Kartendiensten mit der Position des Kulturdenkmals. Fehlt dieser Link, wurden die Koordinaten noch nicht eingetragen. Sind diese bekannt, können sie über ein Tool mit einer Kartenansicht einfach nachgetragen werden. In dieser Kartenansicht sind Kulturdenkmale ohne Koordinaten mit einem roten bzw. orangen Marker dargestellt und können durch Verschieben auf die richtige Position in der Karte mit Koordinaten versehen werden. Kulturdenkmale ohne Bild sind an einem blauen bzw. roten Marker erkennbar.
- Datierung: Baubeginn, Fertigstellung, Datum der Erstnennung oder grobe zeitliche Einordnung entsprechend des Eintrags in der sächsischen Denkmaldatenbank
- Beschreibung: Kurzcharakteristik des Kulturdenkmals entsprechend des Eintrags in der sächsischen Denkmaldatenbank, ggf. ergänzt durch die dort nur selten veröffentlichten Erfassungstexte oder zusätzliche Informationen
- ID: Vom Landesamt für Denkmalpflege Sachsen vergebene, das Kulturdenkmal eindeutig identifizierende Objekt-Nummer. Der Link führt zum PDF-Denkmaldokument des Landesamtes für Denkmalpflege Sachsen. Bei ehemaligen Kulturdenkmalen können die Objektnummern unbekannt sein und deshalb fehlen bzw. die Links von aus der Datenbank entfernten Objektnummern ins Leere führen. Ein ggf. vorhandenes Icon  führt zu den Angaben des Kulturdenkmals bei Wikidata.

## Ausführliche Denkmaltexte
1. ↑  Siedlung am Flughafen:
  - Baugeschichte: Im November 1933 reichte der Architekt Alwin Marquardt für das Flurstück 123a an der Stollberger Straße den Entwurf eines Bebauungsplans ein. Die Kreishauptmannschaft Chemnitz genehmigte am 5. März 1934 den Bebauungsplan. Die ältesten Häuser der  Siedlung befanden sich bereits 1934  im Bau und konnten  1935 vollendet werden.
  - Die  folgende  Tabelle  enthält  die  Anschriften,  das  Baujahr,  die  Architekten  und  die  Bauherren  der Siedlungshäuser sowie Bemerkungen zur Bauplanung:

| Anschrift       | Baujahr | Architekt                                    | Bauherr                                | Bemerkungen                                                                                            |
| --------------- | ------- | -------------------------------------------- | -------------------------------------- | --- |
| Am Flughafen 1  | 1935    | A. Marquardt                                 | Kaufmann Robert Hermann Just           | Vorgarten mit Großgrün bereits im Bauplan enthalten                                                    |
| Am Flughafen 2  | 1935    | A. Marquardt, dann Wechsel zu W. Christian   | Kaufmann Egon Leonhardt                | Planung des Gartens durch den Architekten W. Christian                                                 |
| Am Flughafen 3  | 1934    | Gebr. Gleibe, Baugeschäft und Sägewerk       | Robert Just                            | Abweichung vom Bebauungsplan: statt Wohnhaus wurde Wochenendhaus gebaut, erst 1992 mit Wohnhaus bebaut |
| Am Flughafen 4  | 1936    | Architekt Prof. Kurt Wittlinger aus Chemnitz |                                        | |
| Am Flughafen 5  | 1935    | A. Marquardt                                 | Studien-Assessor Wilhelm-Gerhard Kurze | |
| Am Flughafen 6  | 1935    | A. Marquardt                                 | Fräulein Johanna Wutzler               | Zweifamilienhaus                                                                                       |
| Am Flughafen 7  | 1935    | A. Marquardt                                 | A. Friedemann                          | Zweifamilienhaus, Gartengestaltung noch erkennbar                                                      |
| Am Flughafen 8  | 1934    | A. Marquardt                                 | Bankprokurist Adolf David Herrl        | ältestes Siedlungshaus dieser Siedlung, Vorgarten in Bauplanung enthalten                              |
| Am Flughafen 9  | 1934    | A. Kurt Müller (ehemals Müller & Schwab)     | Walter Kircheisen                      | |
| Am Flughafen 10 | 1935    | A. Marquardt                                 | Ing. Herbert Grimm                     | im Bauplan Gartenplanung enthalten                                                                     |
  - Baubeschreibung: Alle im Wohngebiet errichteten Wohnhäuser sind zweigeschossige Putzbauten über rechteckigen, annähernd quadratischen Grundrissen mit leichten Vor- und Rücksprüngen bzw. Anbauten, alle mit schiefergedeckten Walmdächern. Die Sockel wurden mit regelmäßigem Mauerwerk aus Theumaer Schiefer verblendet. Die sparsam gegliederten Putzfassaden, im Ursprung sandfarben, sind heute in hellen Tönen abgefärbt. Gesimse fehlen zumeist. Schmale Putzfaschen fassen die Rechteckfenster – stehende und liegende Formate – ein. Die Fenster, mehrflüglige Fenster ohne Sprossenteilung, teilweise auch Schiebefenster, sind zumeist den Vorbildern entsprechend rekonstruiert worden. Vielfach blieben Holzklappläden erhalten oder wurden nach altem Vorbild neu gefertigt. Die Eingangsbereiche sind in unterschiedlicher Weise gestaltet, teilweise mit kleinen Vordächern oder flankierendem Mauerwerk aus Theumaer Schiefer. Den Abschluss zum Dach bilden schräge oder leicht konkave Dachgesimse. Der Dachraum wird generell durch stehende Gauben mit Sattel- oder Krüppelwalmdächern, ebenfalls schiefergedeckt, belichtet. In ihrer architektonischen Ausbildung wurden diese Häuser geprägt durch Heimatstil und Moderne. Die Anlage der Siedlung, ihre lockere Bebauung und Durchgrünung, wurde ebenfalls durch die „Gartenstadtbewegung“ der 1920er Jahre inspiriert.
  - Denkmalfähigkeit und Denkmalwürdigkeit: Die Siedlung „Am Flughafen“ mit allen zugehörigen Siedlungshäusern ist denkmalfähig auf Grund ihres stadtentwicklungsgeschichtlichen, baugeschichtlichen, baukünstlerischen und personengeschichtlichen Wertes. Das trifft auf die zur Sachgesamtheit gehörenden Grundstücke und Häuser ebenso zu wie auf die noch gesondert als Einzeldenkmale ausgewiesenen Einfamilienwohnhäuser der Siedlung.
    - Baugeschichtlicher Wert: Die Gestaltung der Siedlungshäuser ist exemplarisch für die 1920er und beginnenden 1930er Jahre. In besonders typischerweise vereint die Architektur der zur Siedlung gehörenden Einfamilienwohnhäuser stilistische Elemente der „Heimatschutzbewegung“, der „Gartenstädte“ und teilweise auch des „art déco“ in sich. Hierdurch werden diese Gebäude zum wichtigen Architekturzeugnis des Einfamilienhausbaus jener Zeit, woraus sich deren besondere baugeschichtliche Bedeutung ableitet. Weiterhin ist die Siedlung die einzige original erhaltene Siedlung in Chemnitz, welche für eine bürgerliche Käuferschicht geschaffen wurde. Durch diese Bauherren war eine großzügigere Gestaltung und ein höherer Wohnkomfort möglich, als in den zeitgleich entstandenen Siedlungen, die teils sogar für Erwerbslose erbaut worden waren. Größtenteils handelte es sich bei den anderen Siedlungen um Mehrfamilien- oder Doppelwohnhaussiedlungen, die in ihrer äußeren Gestalt sehr schlicht und in ihrem Komfort und in ihren Wohnraumgrößen relativ bescheiden waren. Das gilt nicht nur für die nach 1933 in Chemnitz entstandenen Siedlungen, sondern auch für die zuvor gebauten Siedlungen, bei denen es sich größtenteils um sozialen Wohnungsbau gehandelt hat. Auch durch diese Sonderstellung im Siedlungsbau der Stadt Chemnitz erlangt die Siedlung „Am Flughafen“ eine große baugeschichtliche Bedeutung.
    - Baukünstlerische Bedeutung: Die künstlerischen Strömungen, die die Gestaltung der Siedlungshäuser anregten, wurden oben schon mehrfach angesprochen. Der Vergleich der Siedlungshäuser der Siedlung „Am Flughafen“ mit Einfamilienwohnhäusern der 1920er Jahre belegt dies. Deutlich wird aber auch, dass der Architekt eigene Lösungen der Bauaufgabe fand, die sich durch ihre sachliche, ausgewogene und zweckmäßige Gestaltung auszeichnen. Den individuellen Wünschen der Bauherren folgend, gelang es dem Architekten, ein einheitliches Bauensemble zu schaffen, welches durch feine Variationen besticht. Die Häuser wurden geprägt durch ein spannungsvolles Wand-Öffnungsverhältnis und Material- und Farbästhetik. Hieraus leitet sich die künstlerische Bedeutung der Siedlungsbauten ab.
    - Stadtentwicklungsgeschichtliche Bedeutung: Wie oben ebenfalls ausgeführt, war diese Siedlung ursprünglich als Teil einer großzügigen Stadterweiterung im Südwesten der Stadt Chemnitz geplant. Durch die beschriebenen Umstände wurde diese städtebauliche Planung nicht Realität. Nach Vorstellungen des Stadterweiterungsamtes war ein Stadtgebiet mit aufgelockerter Bebauung vorgesehen, in dem Einzelhäuser in Gärten oder Grünanlagen integriert werden sollten. Damit wollte man ein gesundes Wohnumfeld ohne Lärm und Rauchgasbelästigungen schaffen, welches außerdem sinnvolle Beschäftigung im Freien ermöglichte, die wiederum auch der besseren Ernährung ihrer Bewohner dienen sollte. Die Straßen sollten sich dem Geländeverlauf anpassen, es war geplant, die Häuser straßenbegleitend anzuordnen. Mit Ausnahme des Aspektes der eigenen Ernährung folgte die Siedlung „Am Flughafen“ den städtebaulichen Intentionen des Stadterweiterungsamtes. Als einziger ausgeführter Siedlungsteil dieses geplanten Stadterweiterungsgebietes im Südwesten der Stadt Chemnitz bezeugt die beschriebene Siedlung „Am Flughafen“ diese Planungen und erlangt hierdurch eine große stadtentwicklungsgeschichtliche Bedeutung.
    - Personengeschichtliche Bedeutung: Die Bauaufträge, die Albin Marquardt erhielt, bezeugen, dass er zu den anerkannten Architekten der Stadt Chemnitz gehörte. Neben Mietshäusern und Einfamilienwohnhäusern wurde er auch mit dem Bau von Geschäftshäusern und Fabriken beauftragt. Er wurde der Architekt des mittleren Bürgertums. Auch über die Stadtgrenze hinaus erhielt er Aufträge, was jedoch nicht abschließend untersucht wurde. Er gehörte zu den eher konservativen Architekten der Stadt Chemnitz, sein Werk entspricht dem Trend der Zeit, es besticht durch künstlerische Qualität, Zweckmäßigkeit und Solidität in der Bauausführung. Vermutlich ist die Zahl seiner heute noch existierenden Bauten relativ gering. Einige wurden nicht ausgeführt, andere wurden Opfer der Bomben des Zweiten Weltkrieges. So gehört die komplett erhaltene Siedlung zu den wenigen weitgehend original erhaltenen Werken des Architekten Marquardt, außerdem ist sie die einzige Siedlung seines Œuvre. Hieraus leitet sich die personengeschichtliche Bedeutung der Siedlung ab.
    - Denkmalwürdigkeit: Die Denkmalwürdigkeit ist ein Korrektiv der Denkmalfähigkeit. Denkmalwürdig sind in der Regel Objekte, die sich durch eine besondere Authentizität oder/und Seltenheit auszeichnen bzw. eine besondere geschichtliche Bedeutung haben. Trotz vereinzelter baulicher Veränderungen und Vereinfachungen, z. B. auch am Haus Am Flughafen 2, blieb die Siedlung in ihrer Anlage, aber auch weitgehend ihrem Baubestand authentisch erhalten und dokumentiert somit die Intentionen des Architekten Albin Marquardts in exemplarischer Weise. Zugleich ist sie ein unverfälscht erhaltenes Zeitdokument des Bauens ihrer Entstehungszeit. Gleichzeitig ist die Siedlung als Anlage für bürgerliche Bauherren singulär. Sie ist auch ihrer Zeit voraus, weil sie nicht den typischen Siedlungsanlagen entspricht, die durch Genossenschaften und die Stadt angelegt wurden. Sie dürfte eine der ersten Siedlungen in Chemnitz sein, die durch einen privaten Bauträger erbaut wurde, wie dies heute weit verbreitet ist. Die Siedlung mit allen zugehörigen Bestandteilen ist ein Kulturdenkmal (Sachgesamtheit), weil sie die Kriterien der Denkmalfähigkeit ebenso erfüllt wie die der Denkmalwürdigkeit.